# Men in Exile
Pour plus de détails, voir Fiche technique et Distribution.
Men in Exile est un film américain réalisé par John Farrow et sorti en 1937.

## Synopsis
Jimmy Carmody, ancien chauffeur de taxi, est impliqué dans un vol de bijoux et une tentative d'assassinat. Grâce à un ancien ami, il peut fuir et se réfugier sur une île des Caraïbes, où le passé des hommes est oublié. Il retrouve Rocky Crane qui lui propose de prendre part à une contrebande d'armes, lesquelles sont destinées à un groupe de révoltés afin de renverser le dictateur local, un certain colonel Gomez…

## Fiche technique
- Titre : Men in Exile
- Réalisation : John Farrow
- Scénario : Roy Chanslor, d'après des nouvelles de Houston Branch et Marie Baumer
- Chef opérateur : Arthur L. Todd
- Musique : Howard Jackson, Leo F. Forbstein
- Direction artistique : Carl Jules Weyl
- Production : Bryan Foy
- Distribution : Warner Bros
- Genre : Film de gangsters
- Durée : 58 minutes
- Dates de sortie :
  -  États-Unis : 4 avril 1937

## Distribution
- Dick Purcell : Jimmy Carmody
- June Travis : Sally Haynes
- Victor Varconi : Colonel Gomez
- Olin Howland : Jones
- Margaret Irving : Mother Haynes
- Norman Willis : Rocky Crane
- Veda Ann Borg : Rita Crane
- Alan Baxter : Danny Haines
- Carlos De Valdez : Général Alcatraz
- Alec Harford : Limey
- John Alexander : Ronald Witherspoon
- Demetris Emanuel : l'aide du colonel
- Sol Gorss
- John Harron
- George Lloyd
- Jack Mower : le capitaine du navire
- Paul Panzer
- Julian Rivero
- Cliff Saum
- Leo White